# ريان همفري
ريان همفري (بالإنجليزية: Ryan Humphrey)‏ مواليد 24 يوليو 1979 في تلسا، هو لاعب كرة سلة أمريكي سابق أصبح مدرباً مساعدا بدأ مسيرته الاحترافية في سنة 2002. تم اختياره من قبل فريق يوتا جاز خلال الدرافت. يبلغ طوله 6 قدم 8 بوصة (2.0 م). اعتزل اللعب في 2014.

## المسيرة الاحترافية
لعب مع أورلاندو ماجيك في موسم 2002–2003، ثم لعب مع ميمفيس غريزليس من سنة 2002 إلى 2005، ثم لعب مع بالاكانسترو ريجيانا في الدوري الإيطالي في موسم 2005–2006، ثم لعب مع سي بي مورسيا في الدوري الإسباني في سنة 2006، ثم لعب مع نادي ليون لكرة السلة في موسم 2009–2010.

## روابط خارجية
- ريان همفري على موقع إن بي أي (الإنجليزية)
- ريان همفري على موقع سبورتس رفرنس (الإنجليزية)
- ريان همفري على موقع الدوري الإسباني لكرة السلة (الإسبانية)
- ريان همفري على موقع كرة السلة الأوروبية.كوم (الإنجليزية)
- ريان همفري على موقع كلية كرة السلة في سبورتس رفرنس.كوم (الإنجليزية)
- ريان همفري على موقع ريلجم (الإنجليزية)
- ريان همفري على موقع بروبوليرز (الإنجليزية)
- ريان همفري على موقع سبورتس رفرنس (الإنجليزية)
- ريان همفري على موقع سبورتس رفرنس (الإنجليزية)